# 홀란트 백국
홀란트 백국(네덜란드어: Graafschap Holland)은 신성 로마 제국의 국가이며 1432년부터 부르고뉴령 네덜란드의 일부였고 1482년부터는 합스부르크 네덜란드, 1581년부터 홀란트는 네덜란드 공화국을 이끄는 주 중 하나이며, 1795년 바타비아 혁명까지 잔존했었다. 홀란트 백국의 영토는 오늘날 네덜란드의 노르트홀란트주, 자위트홀란트주에 대략 해당한다.

## 어원
고대 사료들은 플리(프리슬란트 서쪽이라고도 알려진)의 서쪽에 있는 프리슬란트를 백국이라 확실하게 정의해주지 못하고 있다. 1101년 이전, 사료들은 프리슬란트 백작에 대해 얘기하지만, 그 해(1101년)에 플로리스 2세 판 홀란트가 홀란트 백작 플로리스(Florentius comes de Hollant)라고 언급되었다. 홀란트는 아마 고대 네덜란드어로는 삼림 지대라는 뜻의 홀트 란트(holt lant)이며, 홀란트 백작들은 일반적으로 1291년까지 이 하나의 작위만을 유지하다 플로리스 5세 판 홀란트가 홀란트와 제일란트의 백작이자 프리슬란트의 군주라고 스스로 칭하기로 결정하였다. 이 작위는 홀란트가 에노, 바이에른슈트라우빙, 부르고뉴 공국과 연합한 뒤에도 사용되었다. 이 작위는 마침내 마지막 백작인 펠리페 2세때 중요성을 상실하였고, 그의 긴 작위들 중에서만 언급되었다.

## 역사

### 프랑크와 로타랑기아
800년경 샤를마뉴 통치하의 프랑크 제국은 유럽의 대부분을 차지했었다. 영어권에서의 카운티에 대략 해당하는 이 제국의 광역 행정의 중요 단위는 고(프랑크어) 또는 파구스(라틴어)였다. 백작들은 하나 또는 하나 이상의 고들을 다스렸다. 저조한 무역 때문에 비잔티움 제국과 무슬림 국가들과의 무역 적자, 통화 실종으로, 경제는 더 또는 조금씩 물물교환으로 쇠퇴하였다. 왕의 봉신들은 토지와 용익권을 줌으로서 보상을 받을 수 있었다. 이를 통해 봉건제가 발전하였다. 보통 왕에 의해 임명된 봉신들은 상속 제도에 집중하였다. 이는 더욱 확장되어, 877년에 키르시 법령으로 합법화되었다.

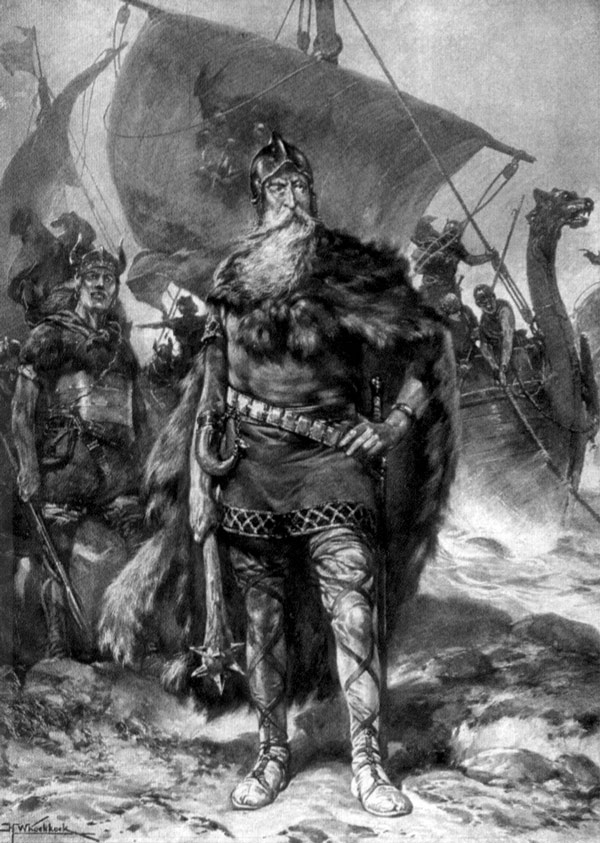
1912년의 도레스타트의 로리크의 일러스트레이션.

왕의 죽음으로, 프랑크 왕국은 후계자들 사이에서 자주 분열되었다. 이 분할상속은 자주 중앙 집권 국가들의 문제인 내부 변열을 야기하였다. 바이킹들의 약탈은 중앙 집권 국가를 더욱 약화시켰다. 루트비히 1세 집권의 종결 때, 왕실의 힘은 838년 홍수로 약해졌지만 또한 왕자들끼리의 내전 때문이기도 했다. 840년 루트비히의 사망 후, 그의 아들인 중 프랑크 왕국의 왕 로타르 1세는 덴마크 형제 로리크와 하랄트에게 바이킹들의 침입을 저지해주는 대신에 프리슬란트 — 오늘날 홀란트 —를 보상해주었다.
855년 로타르 1세의 죽음으로, 중 프랑크 왕국의 북부는 로타르 2세에게 수여되었으며, 그의 이름을 인용하여 로타링기아 왕국이라 불렸다. 880년 리베몽 조약에서 저지대가 일부였던 로타링기아 왕국은 동프랑크 왕국에 추가되어, 합병시키려 하였다. 하지만 동프랑크 왕국의 네 게르만계 부족 공국들(프랑코니아 공국, 작센 공국, 바이에른 공국, 슈바벤 공국) 사이에 연결점이 없었다. 로타링기아 왕국은 상당한 양의 자기 결정권을 지닌 독립적인 위치를 갖게 되었다. 이는 동프랑크 왕국의 마지막 카롤링거 일족인 유아왕 루트비히 4세가 911년에 사망하면서 정리가 되었다. 부족 공작들이 프랑코니아의 콘라두스 1세 공작을 따르는 한편, 로타링기아는 서프랑크 왕국의 카롤링거 일족인 샤를 3세를 따르기로 결정했다.
프리슬란트의 상황은 복잡했다. 로리크의 후계자 바다왕 고트프리트의 권력은 프랑크 제국의 고위 정책에 휘말리게 되었다. 그는 옛 카롤링거 일족의 로타링기아 왕국의 왕 로타르 2세의 자식들과 동맹을 맺었다. 덴마크인의 지배는 885년 해리스페이크에서 고트프리트가 살해당하며 막을 내린다. 그뒤 서프리슬란트의 동쪽 해안에 있던 모든 덴마크인들은 그 문제의 결과로 살해당하거나 쫓겨나게 되었지만, 프랑코니아의 앙리가 꾸민 대성공한 음모에 바벤베르크의 프랑크인, 하말란트(Hamaland)의 색슨인, 테이스테르반트(Teisterbant)의 프리슬란트인과 쾰른 주교가 참여했었고 황제는 고트프리트와 그의 덴마크 일족들보다 한수 앞에 있었다. 이 살인의 주역은 하말란트의 백작 에베라르트 삭소였다. 권력공백 따른 이익을 보았던 이 중 하나가 오늘날 프리슬란트주에 해당하는 베스터고에 뿌리를 두었던 프리슬란트 백작(comes Fresonum) 게럴프였으며, 게럴프는 모젤 협곡의 황제 통지를 요구하던 옛 바다왕 고트프리트의 프랑크 황제 대사였으며, 그 요구로 전쟁이 불러 일으켜졌다. 덴마크 게럴프는 어떻게든 이후 홀란트 백국의 방대한 프리슬란트 지역을 움켜쥐려 하였다. 이 기정 사실은 덴마크인들과 다른 바이킹들에게서 삼각주 지역을 지킬 강력한 사령관이 필요하여 실용주의적인 결정을 내린 동프랑크왕의 아르눌프 폰 케른텐이 889년 8월 4일 토지 소유권 작위를 게럴프에게 주면서 인정받았다. 논의가 되고있는 땅은 게럴프 백국 외부인 테이스테르반트의 알뷔르흐, 아스, 틸이 포함된다. 또한 게럴프 백국 내부 지역도 역시 그러했었다. 백국의 소유지는 아우더 린의 하류와 아마도 베네브룩로 추정되는 린란트(Rijnland), 켄너머란트(Kennemerland)의 옛 프랑크 백국들 사이의 경계인 사위트하르데스하하(Suithardeshaga) 사이 어딘가에 있는 숲과 평야로 이뤄져 있었다.
922년 단순왕 샤를은 에그몬트 교회와 그곳의 모든 소유지를 서 프랑크의 봉신들의 반란을 진압하는 수아송 전투에서 지원을 해준 홀란트 백작 디르크 1세에게 양도하였다. 서프랑크 왕은 수월하게 그리하였는데, 그가 디르크에게 준 교회와 토지가 그의 관할 구역 밖에 있었기 때문이였다. 에그몬트는 디르크가 게럴프에게서 받은 영토의 북쪽에 위치해있었으며, 게다가 좋은 대가였다. 곧 그곳에 그는 홀란트에서 가장 오래된 수도원인 에그몬트 수도원을 세웠다. 923년 샤를의 폐위로, 동프랑크의 왕 하인리히 1세는 로렌 백작 레기나르의 아들인 에노 백작 기셀베르트와 동맹을 맺었고 로타링기아를 재정복하였다. 925년 로타링기아 귀족들은 마침내 그의 통치를 받아들였고, 그이후 로타링기아와 함께 있는 프리슬란트 지역은 다섯 번째 독일 부족 공국으로 세워졌다. 그러나 하이린히 1세의 권력은 또한 그의 영토에만 권력이 제한되었던 그의 봉신인 로타링기아 공작 기셀베르트에 의해 제한되었다.

### 신성 로마 제국의 국가
홀란트 가문의 커져가던 지위는 938년 디르크 1세의 손자일걸로 추정되는 백작 디르크 2세가 8살이던 플랑드르 백작 아르눌프의 딸 플랑드르의 힐데가르드와 혼인으로 이뤄졌다. 홀란트 백작은 이 시기에 바이킹의 약탈을 막아내며 더욱 군사적 지도자의 모습을 하였으며, 위트레흐트 주교국의 신하이기도 하였다. 985년 오토 3세는 그의 어머니 테오파누의 요청으로 백작 디르크 2세에게 몇 개의 영토 소유권 양도해주기도 했다. 이 땅들은 이미 대여(beneficium)로 준 곳들이였다. 그 지역들은 로이라(Loira) 또는 리르 강과 히슬라 강(마살란트라고 불리던 고) 사이 지역과  조네메러 메데멜라카 강과 히넬로사라 헤메르히(Chinnelosara gemerchi, 킨헤임 강 강) 사이에 있는 빌라 순니메리와 텍셀이였다.
993년 겐트의 아르뉠프가 백작이라는 이유로 세금 지불을 거부하던 프리슬란트 반란자들과 전투에서 사망하고 말았다. 전투가 일어난 곳은 알려져있지 않지만 레인란트(Rijnland) 또는 마스(Maas) 하구 지역으로 추정된다. 아르뉠프의 아들 홀란트 백작 디르크 3세는 통치를 하기에는 너무 어려, 그의 어머니 륏하르디스가 섭정 역할을 하였다. 1005년 디르크는 충분히 통치할 나이에 이르렀으나 그의 어머니가 해놓은 좋은 관계들을 여전히 사용하였다. 메르제부르크의 티트마르에 따르면, 프리슬란트인들과의 화해가 위트레흐트에서 군대와 함대를 이끌고 마스 하구 (플라르딩언으로 추정)로가서 거주민들에게 그들의 백작을 인정하도록 강요한 그의 고모부 하인리히 2세에 의해 주선된 것이였다. 이 원정은 1005년 이래로 홀란트 백국의 남부에서 백작을 상대로 반란이 일어난 적이 없다고 알려질만큼 성공적이였다.

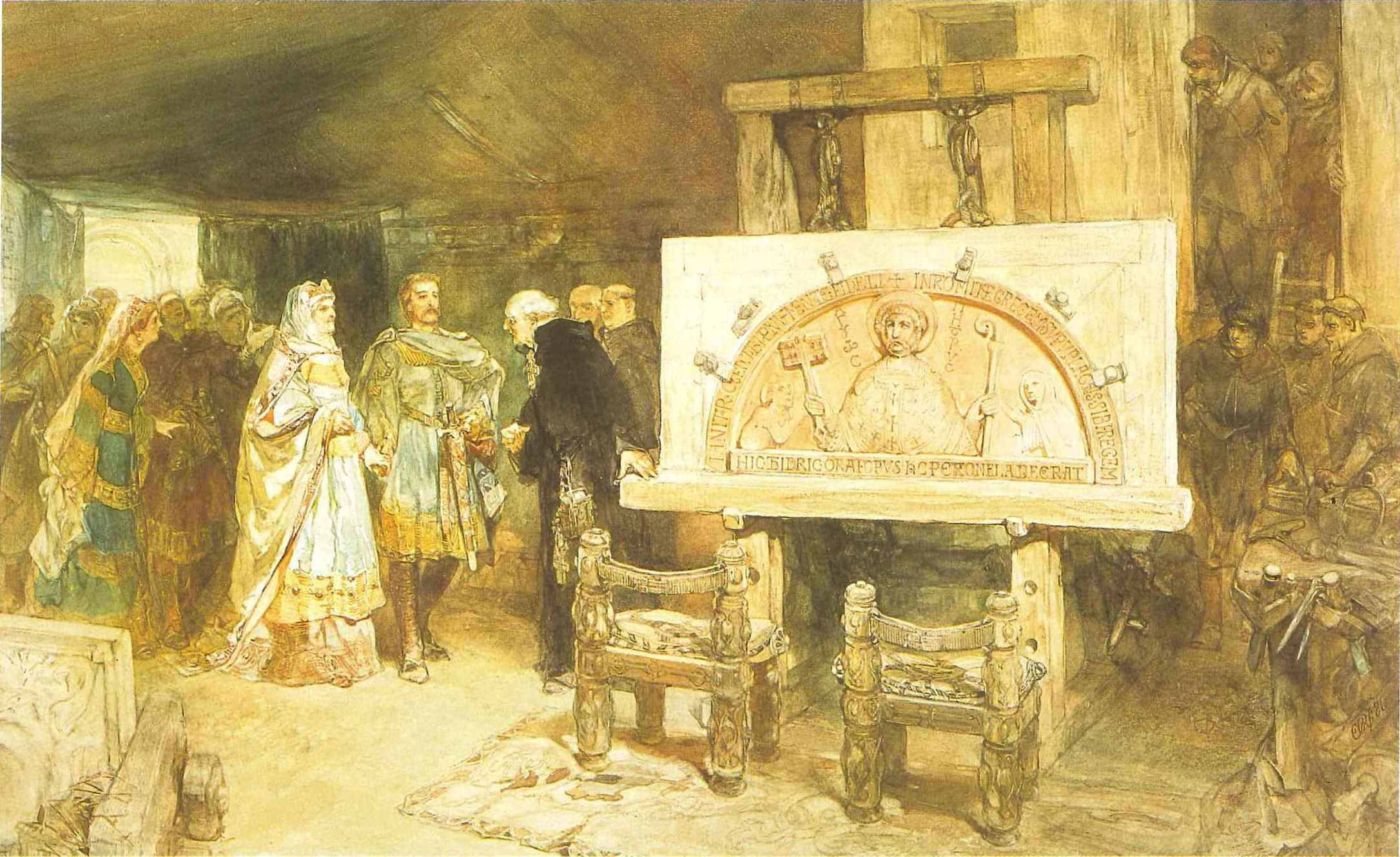
홀란트 백작 디르크 6세(1114년–1157년)와 그의 어머니 게르트루드가 에그몬트 수도원을 방문하였을 때, 1881년 샤를 로휘선 작.

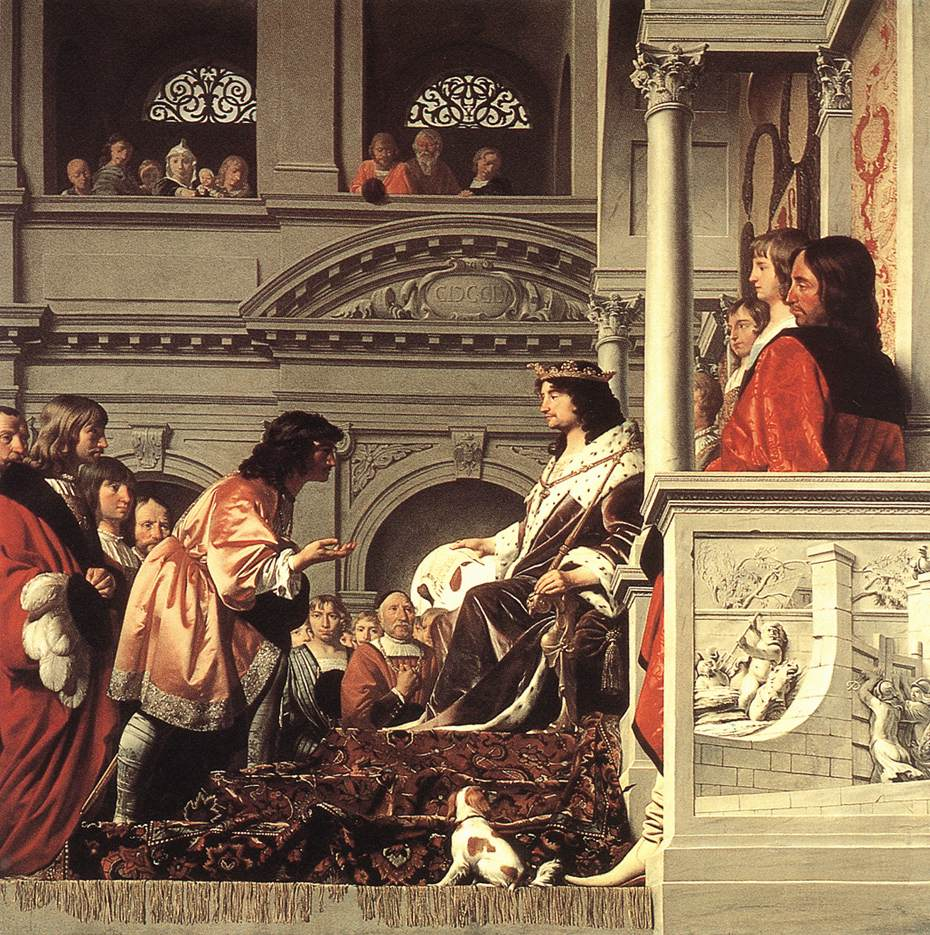
특전을 수여하는 홀란트 백작 빌럼 2세, 1643년 세자르 반 에베르딘겐과 피터르 포스트 작.

프리즐란트 반란 동안 그가 맺은 약속의 결과로서, 디르크 3세는 예루살렘으로 순례를 떠났다. 그가 돌아왔을 때, 그의 백국의 북쪽은 불안정적이게 되었으며, 그리하여 남쪽으로 길을 돌렸고 오늘날 플라르딩언 인근을 개간하기 위해 이 지역에 되한 권리를 되찾아주기 시작하였다. 그는 또한 미래의 플라르디언인 Silva Meriwido에 성을 지었다. 이 성에서 그는 상인들로 하여금 틸에서 잉글랜드로 향하는 유로 항로를 지나가게끔 강요하였다. 위트레흐트 주교 아달폴트와 틸의 상인들은 1018년 제국의회에서 이 해적 행위에 대해 불만을 표출하였으며, 틸의 상인들은 황제가 디르크 3세가 틸 상인들에게 약탈 행위를 하는 것을 허용할 경우에, 그의 세금으로 인한 수익이 줄어들 것이라고 효과적으로 지적하기도 하였다. 그리하여 디르크 3세에게 반하는 행위가 결정되었다. 하 로렌 공국의 공작 고드프루아 2세가 이끄는 군대, 위트레흐트, 쾰른, 캉브레 리에주 출신의 군대로 구성된 함대가 습지에 매복을 펼쳤으나 디르크 3세가 이끄는 프리슬란트 봉신군에게 전멸당하였으며, 이것을 플라르딩언 전투라 불리며, 디르크 3세는 그는 배위 역할을 하였고 로렌 공작 고드프루아가 사망하기 직전 공식적인 포로로 잡혀오자 성에서 모습을 드러냈다.
바이킹의 약탈을 위해 배치된 홀란트 백국이 약해져서는 안돼기에, 하인리히 2세는 홀란트 백작들의 명목상 영주였던 위트레흐트 주교의 위치를 강하게 했음에도, 그는 유료 항로 문제를 그대로 두기로 결정하였다. 그렇더라도 디르크는 위트레흐트 주교국의 해안인 동쪽으로 영토를 확장하려 하였다. 1024년에 하인리히 2세가 사망하자, 디르크 3세는 제국의 권위자들과의 화해와 그가 획득하거나 더 확장을 영토를 확보할 시도로서 콘라트 2세의 황제 출마를 지지하였다.
신성 로마 황제 콘라트 2세는 주교 베르놀트가 다스리던 1039년 위트레흐트에서 머무는 동안 사망하였으며, 그의 장기들은 위트레흐트 대성당에 안치됐다. 그의 아들이자 후임자인 하인리히 3세는 위트레흐트 주교국에 많은 후원을 해주었다. 이렇게 하여 오버르스티흐트가 1040년에 할당됐다. 홀란트 백작이 황제와 화해를 했음에도, 하인리히 3세는 여전히 백작을 처벌하기로 결정하였다. 1046년 황제는 디르크 4세에게 그가 정복한 땅을 포기하도록 강요하였다. 그러나 황제는 그 지역에서 그를 통제할 수 없었고 디르크 4세가 위트레흐트와 리에주를 약탈과 황폐화시키자 물러날 수 밖에 없었다. 게다가 디르크는 하 로렌 공작 고드프루아 3세에 더불어 플랑드르, 에노 백작들과도 조약을 맺었다. 황제는 두 번째 토벌로 반응하며, 플라르디엉과 레인츠뷔르흐 성을 디르크 4세에게서 점령하였고 레인츠브르흐 성은 완전히 파괴되었다. 하지만 황제는 그의 후퇴로 막대한 손실을 보았으며, 디르크의 동맹 세력들은 황제를 상대로 광대한 반란을 벌였다. 1049년 디르크 4세가 메츠, 리에주, 위트레프트 주교들이 고용한 암살자들에게 함정에 빠져 살해당하고 말았다. 디르크는 젊고, 미혼에 자식이 없었다. 그의 자리는 형제인 플로리스 1세가 계승했다.
플로리스 1세는 '홀트란트'(Holtland, "산림") 또는 홀란트라고 불리던 레인란트 지역 안에 작은 지역으로 그의 영토를 확장시켜냈다. 아마 이 명칭이 곧 폴로리스의 전체 영토에 대한 동의어가 되었다. 1061년에 브라반트, 리에주 또는 위트레흐트를 상대로 발발한 확실하게 확인되지 않은 전쟁이 벌어졌다. 이 전쟁에서 플로리스는 당시 위트레흐트 영토이던 옛 테이스테르반트에 공격을 가했을 때 너무 소규모였고 너무 느긋했기에 매복을 당하였다. 그는 위트레프트 또는 헬데군 한쪽에게 사망한다. 그의 아들 디르크 5세는 여전히 미성년자였기에 그의 어머니 작센의 게르트루드가 섭정이 되었다. 게르트루드는 1063년 플랑드르 백작 보두앵 6세의 동생이자 옛 프랑스 군주 로베르 2세의 손자인 프리슬란트의 로베르 1세와 재혼하였으며, 그 역시도 디르크 5세의 섭정 역할을 했다.
1064년 하인리히 4세는 플리 서쪽과 라인 강 제방 일대(베스트플링어, Westflinge)인 홀란트 백국에 속하던 영토를 황제로 인정받을 때 지원을 해주었던 위트레흐트 주교 빌럼에게 기증하였다. 디르크 5세는 마살란트(Masaland)만을 유지하는 것이 허락되었다. 1071년과 1072년 전투를 통해, 하 로렌 공작 고드프루아 6세의 지원을 받은 빌럼은 처음으로 홀란트 백국에 대한 전체에 가까운 사실상의 중앙 통제력을 지니게 되었다. 프리슬란트의 로베르와 디르크 5세는 헨트로 도피를 하였다. 이로 인해 게릴빙이안(Gerulfingian) 왕가는 막을 내리게 되었다. 그러나 프리슬란트의 로베르는 일부 역경을 이겨내고 1076년 카셀 전투에서 에노, 프랑스, 노르망디 연합군에 승리를 해내며 플랑드르 백작이 되었다. 위트레흐트와 플랑드르, 두 국가는 그들의 가장 위험한 상대방을 제거하기 시작하였다. 매우 논란이 되었던 일본 사무라이 방식의 암살로 고드프루아 6세가 플라르딩언 성에서 배변을 보던 도중 밤에서 살해당하고 말았다. 검이 아래 방향에서 그를 구멍을 내었다. 곧 위트레프트 주교 빌럼 또한 사망하였다. 이로 인해 로베르 1세와 그의 의붓아들 디르크 5세는 홀란드서 에이설 강(여전히 존재)이 메르베더 강(1,000년 전에 존재했었음)에 합류하던 에이설몬더의 하류 지역의 전략적 요충지에 있던 위트레흐트 성을 포위하였다. 에이설몬더 전투에서 그들은 신임 주교인 슈바벤의 쿤라드를 생포해내어, 영토를 디르크 5세에게 반환하도록 강요하였다. 1101년 홀란트 라는 명칭이 증서에서 처음으로 등장하였다.
홀란트의 영향력은 다음 두 세기 간에 점진적인 성장을 계속해내었다. 홀란트의 백작들은 위트레흐트 주교의 힘을 약화시키는 제일란트의 대부분을 정복해 낼 수 있었으며, 서프리슬란트라고 혼동되기도 하는 노르트 홀란트의 동쪽 지역에 있는 선주민들과의 12세기에서 13세기까지 150년간의 긴 전쟁을 시작하였다. 1289년 플로리스 5세가 이 전쟁을 끝내고 서 프리슬란트를 지배하에 두게 된 1289년까지 지속되었으며, 이는 서 프리슬란트 거의 대부분 지역이 1287년 성 루시아의 홍수의 홍수로 완전히 파괴된 후였다. 이후 백국은 1795년까지 공식적으로는 홀란트, 서 프리슬란트 백국으로 알려지게 되었다.

### 부르고뉴와 합스부르크

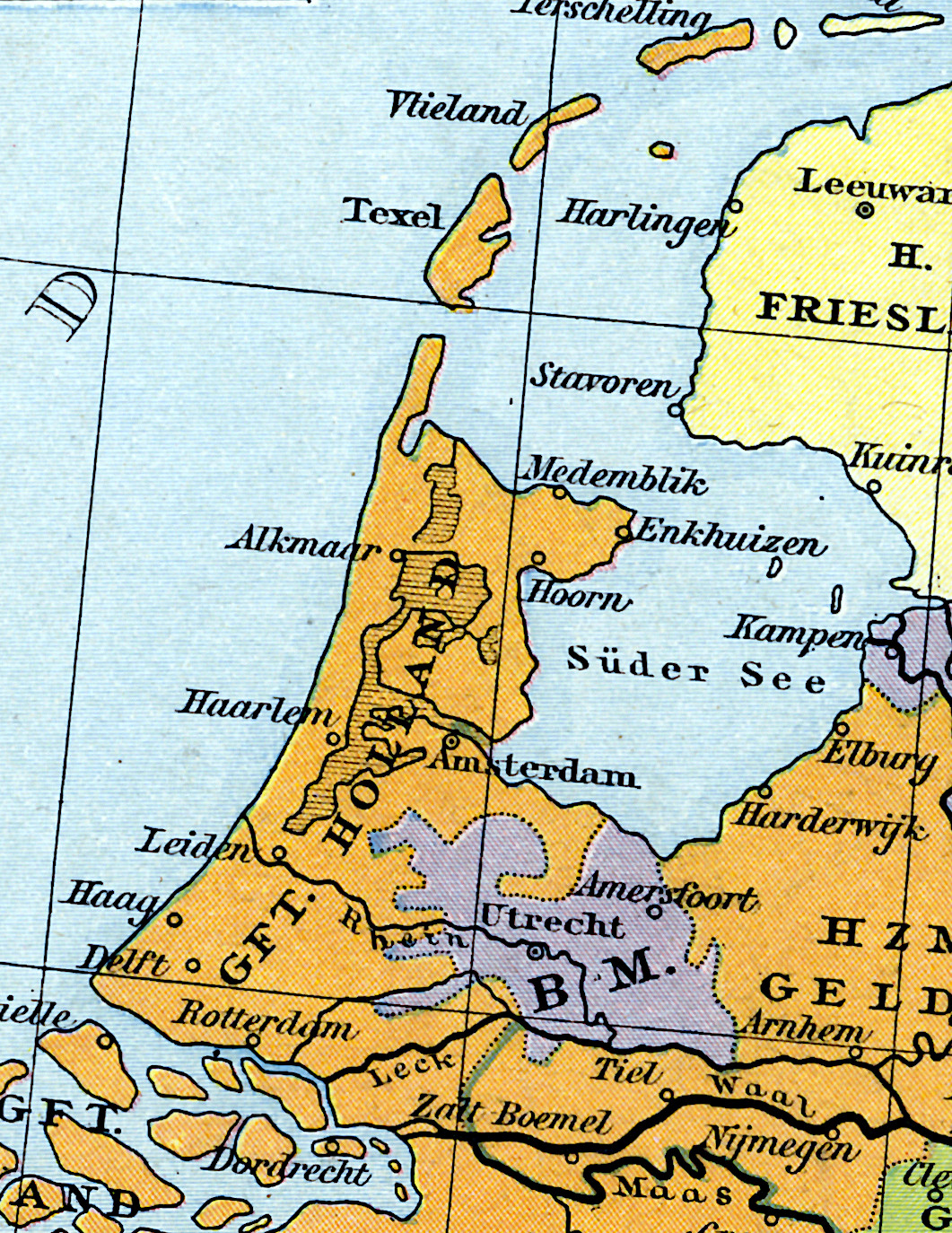
15세기 홀란트 백국

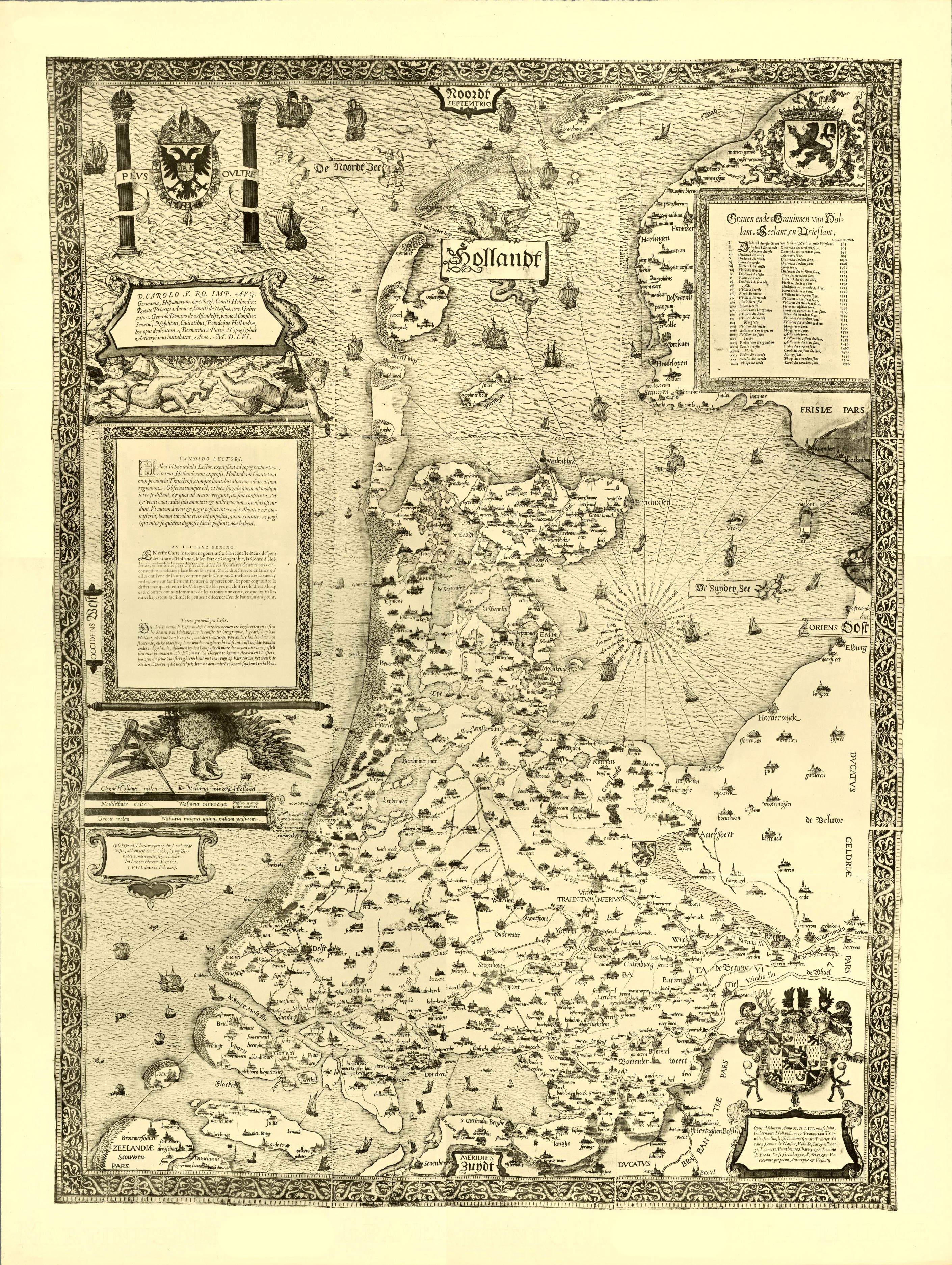
1558년의 홀란트 지도

갈고리와 대구 전쟁은 1350년과 1490년 사이 홀란트에서 벌어진 전쟁의 연속이다. 이 전쟁의 대부분은 백작의 직위를 두고 싸웠지만 일부는 지배 귀족 계층에 대항한 도시의 부르주아지의 권력 분쟁을 이유로 한 근본적인 문제를 다루고 있었다. 대구 파는 홀란트의 과-진보적인 도시들로 구성되어 있었다. 갈고리 파는 보수적인 귀족들로 대부분이 구성됐다. 이 넓은 세대에 걸친 분쟁에서 일부 핵심적인 인물들은 빌럼 4세, 마르그리트, 빌럼 5세, 빌럼 6세 백작들과 요한, 선량공 필리프였다. 아마 가장 잘 알려진 이는 에노 여백작 자클린일 것이다. 갈고리와 대구 전쟁의 종결로, 부르고뉴 공작 선량공 필리프가 홀란트의 지배권을 차지했다. 홀란트의 지도층 귀족은 장이 역사적 권리가 없었음에도 홀란트를 정복하라고 요청했다. 일부 역사가들은 홀란트의 지도층은 홀란트가 플랑드르 경제 체제에 통합되고 플랑드르의 법적 기관에 받아들여지길 원했다고 말한다.
부르고뉴의 통치하, 홀란트의 무역은 급속도로 발전했으며, 특히 이 지역의 운송업과 조선업이 그러했다. 새로운 통치자들은 네덜란드의 무역 이익을 보호했다. 홀란트의 함대는 몇 차례 한자 동맹의 함대를 격퇴시켜냈다. 암스테르담이 성장하여 15세기에는 발트 지역의 곡물을 유럽으로 보내는 주요 무역 항구가 되었다. 암스테르담은 벨기에, 북부 프랑스, 잉글랜도 곡물을 유통시켰다. 이 무역은 홀란트에서는 스스로 충당할 만큼의 곡물 생산이 되지 않았기에 홀란트 사람들에게 필수적이였다. 지면 배수는 배수를 유지하는 물의 높이를 낮춰, 과거 습지의 이탄화를 야기하였다.
카를은 1506년에 이곳의 통치자가 됐으나, 1515년 에스파냐의 왕이 되기 위해 떠났고 이후 신성 로마 제국 황제가 되었다. 카를은 섭정들(그의 가까운 친척들)에게 통치를 넘겼으며, 실제 통치는 대부분 그가 통제하는 프랑스어를 하는 부르고뉴인들이 행사했다. 홀란트는 지역 귀족들이 통치하는 그들 고유의 정부와 궁정, 지난 세기의 고유 전통과 권리("자유")를 유지했다. 비슷하게 많은 도시들은 그들 고유의 법적 권리와 보통 상인들의 통치를 받는 지역 정부를 가졌으나, 이뿐만이 아니라, 부르고뉴인들은 이들 모든 정부에 도입된 고유 공직자들과 궁정들을 가진 네덜란드 삼부회를 가졌었다.

### 반란과 네덜란드 공화국

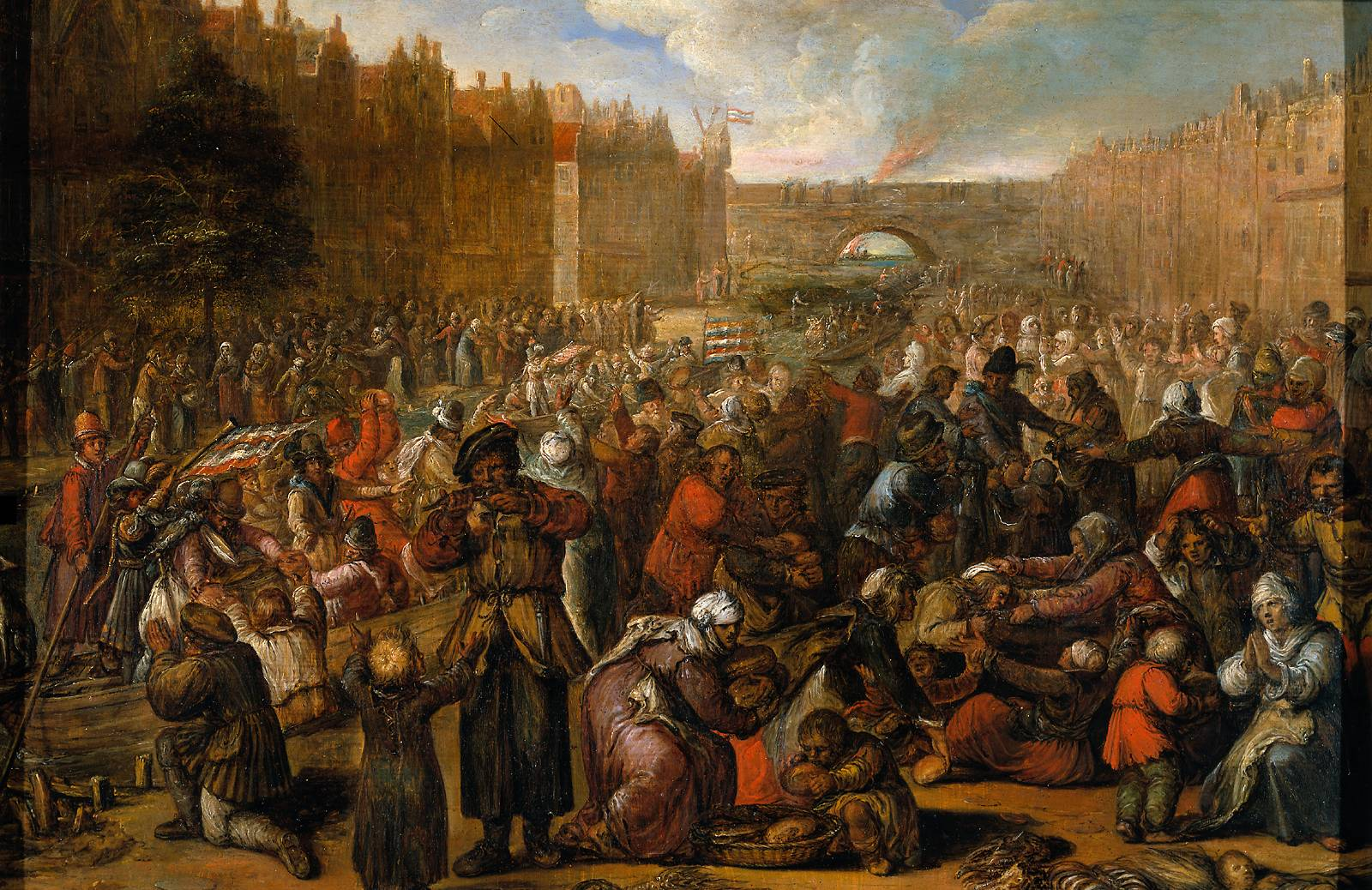
1574년 고이젠의 레이던 해방, 오토 판 펜작.

16세기 동안 종교 개혁은 북유럽에서 급속도로 성공을 거뒀으며, 특히 칼뱅파와 루터파가 그러하였다. 초기 진압 후 홀란트에서의 개신교는 지역 유력자들에게 용인되었다. 1560년대 개신교 공동체는 그 당시 소규모가 됐음에도 홀란트에서 엄청난 영향력을 가졌다. 무역에 의존적인 사회에서는 자유와 관용이 필수적인 것으로 여겨졌다. 그럼에도 가톨릭 통치자 카를 5세와 그의 후임자 펠리페 2세는 가톨릭 교회에 의해 이단으로 고려되고 모든 계급 정치 체계를 위협한다고 판단되던 개신교를 격퇴시켜야 한다는 그들의 의무에 빠지게 됐다. 가톨릭국가인 에스파냐는 가혹한 박해로 대응하고 스페인 종교재판을 도입하였다. 칼뱅교도는 반란을 일으켰다. 처음에는 성인들의 조각상과 카톨릭 교회의 종교문서를 체계적으로 파괴하던 1566년 성상 파괴 운동이였다. 1566년 이후 펠리페 2세와 그의 총독 페르난도 알바레스 데 톨레도의 심각한 실수에 의해 거의 우연하게 반란의 지도자가 되었던 침묵공 빌럼을 80년 전쟁으로 향하게 했다. 홀란트와 다른 6개 주 동맹의 결과로 된 독립국가를 7개주 연합공화국으로도 부른다. 오라녜 공작이 말하길 "그의 사람들에 대한 그의 인내, 관용, 투지, 염려와 동의에 의한 정부 안의 신념이 네덜란드인들을 함께하게 하였고 반란의 정신을 살아있게하였다." 	가장 주요한 돌파구는 홀란트가 제일란트와 함께 1572년에 정복된 것과 칼뱅교도가 된 해적과 해적이된 칼뱅교도들을 칭하는 바테르회전들의 효율적인 해상 전력이 있던 그 다음해이다.

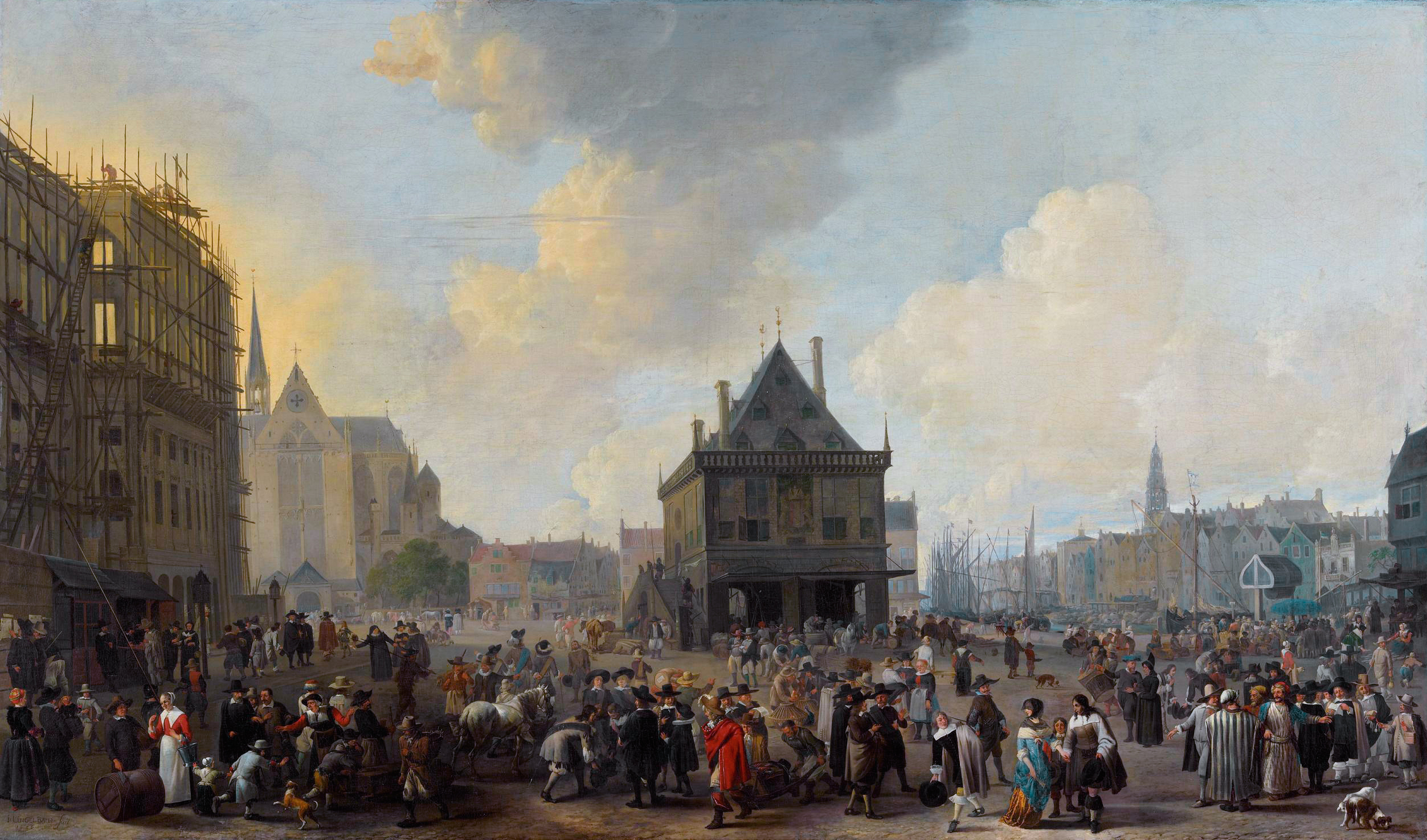
건설중에 있는 담 광장과 새 시청, 1656년 요하네스 링걸바하 작

네덜란드 삼부회는 홀란트 백작에서 펠리페 2세를 퇴위시키고 일곱 자유 주 사이의 연합을 결성하는 결별 선언문에 서명을 하였다. 그때부터 행정권과 입법권은 다시 라드펜시오나리스(행정 장관)이 이끈 홀란트 프리슬란트 의회가 맡게 되었다. 이 커다란 연합내에 있는 주권국 중 하나인 홀란트는 세계에서 가장 부유하던 네덜란드의 황금 시대인 17세기 네덜란드 공화국의 문화, 정치, 경제의 중심지가 됐다. 공화국의 큰 도시들은 홀란트 주에 위치했으며, 암스테르담, 로테르담, 알크마르, 레이던, 델프트, 도르드레흐트, 하를럼, 수도인 헤이그도 그러했다. 홀란트의 거대한 항구에서 홀란트의 상인들은 유럽 전역으로 항해를 했으며, 유럽 전역의 상인들은 암스테르담의 창고와 홀란트의 다른 무역 도시들에 무역을 하러 모여들었다. 많은 유럽인들은 연합 공화국 이라고 하면 "네덜란드 7개주 연합공화국"라고 보다는 "홀란드"를 먼저 생각했었다. 홀란드라는 강한 인상은 다른 유럽인들의 마음에 자리 잡아, 공화국 전체를 투영하였다. 점진적으로 느린 문화 확장이 벌어지던 다른 주 속에서 "홀란트화"와 공화국 전체의 더많은 문화 개혁을 이끌었다. 브라반트와 플랑드르에서 홀란트에 있는 큰 도시로 정착한 망명자들이 초기 몇 십년간 극도로 많이 일어났었다. 그들은 도심 홀란트 억양에 프랑크의 영향을 주었으며, 시간이 흘러 네덜란드어와 벨기에 네덜란드어의 표준어가 되었다.
명목상으로만 있던 홀란트 백국은 1795년에 바타비아 혁명이 공화국을 끝내고 바타비아 공화국으로 개혁되면서 완전히 끝이나게 되었다. 옛 백국의 영역은 암스털(Amstel), 델프(Delf), 텍설(Texel), 스헬더엔마스(Schelde en Maas) 구역으로 나뉘었다. 1813년 이후 홀란트는 네덜란드 연합왕국의 주로서 복원되었다. 홀란트는 1840년에 현재의 행정 구역인 노르트홀란트주, 자위트홀란트주로 나뉘었다.

## 지리
홀란트 백국은 현재의 네덜란드 행정 구역인 노르트홀란트주, 자위트홀란트주와 더불어 노르트브라반트주의 북부 지역(대략 빌렘스타트, 헤이르트라위덴베르흐, 베르켄담 사이), 테르스헬링, 플릴란트, 위르크, 스호클란트 제도들을 합친 것과 대략적으로 일치하며, 후레이오버르플라케이 섬은 포함되지 않는다.
중세시대 초기, 오늘날 네덜란드의 대부분 지역은 토탄지로 덮여있었다. 이 토탄지들은 네덜란드의 농지를 제한시켰으나, 또한 연료의 좋은 공급원임을 증명했다. 950년 소규모의 개간이 홀란트와 위트레흐트의 거대한 습지에서 아마 하위 귀족들에 의해 시작되었다. 11세기 "대규모 개간"이 홀란트 백작과 위트레흐트 주교의 주도하에 시작됐다. 13세기까지 많은 토지가 북쪽으로는 에이 만, 서쪽으로는 뒤너스, 남쪽으로는 렉 강과 발 강, 동쪽으로는 아우더 레인 강 사이에 개간되었다.
대개간 이전, 홀란트 백국과 위트레흐트 주교국 사이의 국경은 불확실했고, 말 그대로 무인지대만이 존재했었다. 그러나 대개간 동안 홀란트 백작은 위트레흐트 쪽으로 그들의 영향력을 확장시키려했다.

## 같이 보기
- 홀란트 백작
- 신성 로마 제국의 백국

## 참고 문헌
- Block, Dick (1977–1983). 《Algemene Geschiedenis der Nederlanden》. Haarlem: Fibula-Van Dishoeck. ISBN 90-228-3800-5.
- Lamberts, J.C.H. (2006). 《Geschiedenis van de Nederlanden》. Baarn: HBuitgevers. ISBN 90-5574-474-3.
- Graaf, A.C.F. (1970). 《Oorlog om Holland 1000-1375》. Hilversum. ISBN 90-6550-807-4.
- Koch, A.C.F. (1970). 《Oorkondenboek van Holland en Zeeland tot 1299, Deel I - einde 7e eeuw tot 1222》. Den Haag: Nijhoff. ISBN 90-247-0403-0.
- Beukers, T. de (2002). 《Geschiedenis van Holland tot 1572》. Hilversum. ISBN 90-6550-682-9.